# Ginga Eiyū Densetsu
Ginga Eiyū Densetsu (japanisch 銀河英雄伝説), auch bekannt unter dem englischen Titel Legend of (the) Galactic Heroes oder dem deutschen, aber grammatikalisch und stilistisch nicht korrekten Untertitel Heldensagen vom Kosmosinsel, ist eine Serie mehrerer Science-Fiction-Romane von Yoshiki Tanaka, geschrieben zwischen 1982 und 1987. Es gibt sowohl eine Anime-Verfilmung (1988 bis 1997), wie auch einen Manga und mehrere OVAs. 2016 wurden die ersten drei Bände der Reihe von Viz Media auf Englisch veröffentlicht, der Anime wurde 2015 von Sentai Filmworks für den US-Markt lizenziert. In Japan wird der Titel auch mit Gin’eiden (銀英伝) abgekürzt.

## Handlung
Die Geschichte spielt im 35. Jahrhundert in unserer Milchstraße. Die Menschheit hat den interstellaren Raumflug entwickelt und einen großen Teil der Planeten in der Galaxie durch Terraforming bewohnbar gemacht. Seit 150 Jahren herrscht in der Galaxie Krieg zwischen dem monarchischen, an Preußen angelehnten Galaktischen Imperium und der demokratischen Allianz der Freien Planeten.
Innerhalb des Galaktischen Imperiums beginnt der Aufstieg des jungen, aus einer verarmten Adelsfamilie stammenden, Reinhard von Lohengramm. Er ist beseelt von dem Wunsch, seine Schwester Annerose zu befreien, welche dem herrschenden Kaiser als Konkubine dienen muss. Daneben kristallisiert sich im Laufe der Serie sein Wunsch heraus, die korrupte, herrschende Goldenbaum-Dynastie zu stürzen und die Galaxie unter seiner Vorherrschaft und der des Galaktischen Imperiums zu vereinen.
Zeitgleich beginnt in der Armee der Allianz der Freien Planeten der Aufstieg von Yang Wenli. Er strebte ursprünglich nach dem Beruf eines Historikers und trat dem Militär nur bei, weil er Geld brauchte, um sein Studium zu bezahlen. Da man sein militärisches Genie schnell erkannte, stieg er rasch zum Admiral auf und wird der Erzrivale von Reinhard von Lohengramm, obwohl beide auch tiefen Respekt füreinander empfinden.
Neben den zwei galaktischen Großmächten gibt es zwei weitere Mächte: der neutrale Planeten-Staat Phezzan Dominion, welcher Handel mit beiden kriegführenden Parteien treibt und der Terraismus-Kult, welcher fordert, dass alle Menschen sich aus der Galaxie zurückziehen und wieder auf die Erde zurückkehren.
Die Serie behandelt neben den beiden Hauptcharakteren auch eine Vielzahl von Nebencharakteren, welche aus allen verschiedenen Gesellschaftsschichten stammen und neben Admiralen, Adligen und hohen Politikern auch normale Bauern und Soldaten umfasst, als auch die Machtpolitik zwischen den einzelnen Personen. Die Handlung selbst wird dabei aus der Sicht eines Historikers beschrieben.

## Veröffentlichungen

### Romane
Von 1982 bis 1987 veröffentlichte Yoshiki Tanaka 10 Romane zu Ginga Eiyū Densetsu, illustriert wurden die Bücher von Band 1 bis 5 von Naoyuki Katō, dann von Band 6 bis 10 von Yukihisa Kamoshita. Herausgegeben wurden die Bücher vom Verlag Tokuma Shoten. Von 1984 bis 1989 schrieb Tanaka auch verschiedene Nebengeschichten zu der Hauptgeschichte, welche insgesamt vier Bücher und fünf Kurzgeschichten umfasst.
Die aktuellen Auflagen der Bücher werden vom Verlag Tōkyō Sōgensha in der Reihe Sōgen SF Bunko (創元SF文庫) herausgegeben.
- Band 1: Reimei-hen (黎明篇, „Morgendämmerung“)
- Band 2: Yabō-hen (野望篇, „Ambitionen“)
- Band 3: Shifuku-hen (雌伏篇, „Im Hintergrund auf seine Gelegenheit warten“)
- Band 4: Sakubō-hen (策謀篇, „Intrigen“)
- Band 5: Fūun-hen (風雲篇, „Etwas wird passieren“)
- Band 6: Hishō-hen (飛翔篇, „Flug“)
- Band 7: Dotō-hen (怒濤篇, „Stürmische Wellen“)
- Band 8: Ranri-hen (乱離篇, „Verstreut“)
- Band 9: Kaiten-hen (回天篇, „Gegenangriff“)
- Band 10: Rakujitsu-hen (落日篇, „Sonnenuntergang“)

Im Juli 2015 lizenzierte Viz Medias Imprint Haikasoru die Romanreihe für Nordamerika und veröffentlicht diese seit März 2016 auf Englisch.

### Manga
Von 1986 bis 2000 erschienen verschiedene Mangas zu der Serie. Neben der Hauptserie wurden auch einige Nebengeschichten als Manga veröffentlicht. Zeichner der Mangas war Katsumi Michihara, Herausgeber war wie bei den Büchern der Verlag Tokuma Shoten.
Eine Manga-Adaption von Ryu Fujisaki startete im Oktober 2015 in Shūeishas Weekly Young Jump Im Februar 2020 wechselte die Serie ins Ultra Jump. Die Reihe erschien auch in bisher 31 Sammelbänden (Stand: August 2024).

### Anime

#### OVA
Von 1988 bis 1997 wurde eine, auf den Romanen basierende, 110-teilige Serie in vier Staffeln gedreht. Regisseur war Noboru Ishiguro, produziert wurde die Serie vom Mitaka Studio der Kitty Film. Für das Design waren Matsuri Okuda und Masayuki Kato verantwortlich, Studio Nue war an der Umsetzung beteiligt. Damit der Zuschauer die Übersicht über die vielen Figuren nicht verliert, wurden unter allen neu oder nach einer Weile Abwesenheit wieder auftretenden Figuren die Namen eingeblendet. Die ersten beiden Folgen wurden als Film zusammengeschnitten zuerst im Kino gezeigt – gemeinsam mit dem Film Ultimate Teacher. Die weiteren Folgen von Ginga Eiyū Densetsu wurden dann auf Video veröffentlicht, sodass die Serie als OVA gilt. Der Verkauf lief jedoch vor allem über Abonnements von Fans und nicht über Läden, wodurch die Finanzierung der zehn Jahre anhaltenden Produktion gesichert werden konnte. Erst danach folgten andere Video-Vertriebswege und schließlich mehrmals Ausstrahlungen im japanischen Fernsehen.
Neben der 110-teiligen Serie wurden auch noch drei Filme und zwei weitere Serien produziert. 1988 erschien als erster Film Ginga Eiyū Densetsu: Waga yuku wa Hoshi no Taikai (銀河英雄伝説 わが征くは星の大海), welcher vom ersten wissentlichen Aufeinandertreffen Reinhard von Lohengramms und Yang Wenglis handelt und somit ein Prequel zur Serie ist. Der 60-minütige Film wurde wie die Serie vom Studio Kitty Film produziert, Regisseur war ebenfalls Noboru Ishiguro.
Von 1998 bis 2000 folgte Ginga Eiyū Densetsu Gaiden mit zwei Staffeln von insgesamt 52 Episoden als Verfilmung von Band drei und vier der Nebengeschichten (gaiden), welche Yoshiki von 1984 bis 1989 schrieb. Regie führte wieder Noboru Ishiguro.
2015 lizenzierte Sentai Filmworks die Serie für den US-Markt.

#### Kinofilme
1992 wurde der 60-minütige Film Ginga Eiyū Densetsu Gaiden: Ōgon no Tsubasa (銀河英雄伝説外伝 黄金の翼) veröffentlicht. Der Film ist ein Prequel zur Serie und handelt davon, wie Reinhard von Lohengramm zusammen mit seinen Freund Siegfried Kircheis zum Militär kommt. Der Film ist eine Adaption von einer der Kurzgeschichten, welche Yoshiki zwischen 1984 und 1989 schrieb. Im Vorspann wird, abweichend von allen anderen Umsetzungen, der korrekt übersetzte deutsche Titel Die Legende der Sternhelden gezeigt.
1993 wurde ein weiterer Film zur Serie produziert mit dem Titel Ginga Eiyū Densetsu Gaiden/Arata naru Tatakai no Overture (銀河英雄伝説外伝／新たなる戦いの序曲). Der 90-minütige Film ist ein Remake der beiden ersten Episoden der Serie und wurde wieder von Kitty Film produziert. Für die Regie waren Keizō Shimizu und Ken’ichi Maeda verantwortlich.

#### Fernsehserie
Im Studio Production I.G entstand 2018 ein Remake unter dem Titel Ginga Eiyū Densetsu: Die Neue These (銀河英雄伝説 Die Neue These) unter der Regie von Shunsuke Suwabe, assistiert von Yūjirō Moriyama. Die erste Staffel Kaikō (邂逅 ‚unerwartetes Zusammentreffen‘) mit 12 Folgen wurde zwischen dem 3. April und 26. Juni 2018 von Family Gekijō ausgestrahlt, sowie mit einigen Tagen Versatz auch von Tokyo MX, BS11 und Mainichi Hōsō. Crunchyroll streamte die Serie parallel als Simulcast in Nord- und Südamerika, Australien und Neuseeland, Südafrika, dem Vereinigten Königreich und Irland, Skandinavien und den Niederlanden, mit englischen Untertiteln.
Eine zweite Staffel namens Seiran (星乱 ‚Sternenaufstand‘) erschien 2019.
Auf Deutsch wurde die Serie unter dem Titel Legend of the Galactic Heroes: Die Neue These von Universum Anime veröffentlicht.

#### Synchronisation
| Rolle                    | japanischer Sprecher (Seiyū) | japanischer Sprecher (Seiyū) |
| Rolle                    | OVA                          | Fernsehserie                 |
| ------------------------ | ---------------------------- | ---------------------------- |
| Reinhard von Lohengramm  | Ryō Horikawa                 | Mamoru Miyano                |
| Siegfried Kircheis       | Masashi Hironaka             | Yūichirō Umehara             |
| Paul von Oberstein       | Kaneto Shiozawa              | Jun’ichi Suwabe              |
| Yang Wenli               | Kei Tomiyama                 | Ken’ichi Suzumura            |
| Hildegard von Mariendorf | Masako Katsuki               |                              |

#### Musik
Als Vorspanntitel verwendete man bei der 110-teiligen Serie vier verschiedene Titel. Der erste Titel heißt Skies of Love und stammt von Michiru Akiyoshi. Der zweite Titel stammt ebenfalls von Michiru Akiyoshi und heißt I am waiting for you. Der dritte Vorspanntitel stammt von LISA und hat den Titel Sea of the Stars. Der vierte und letzte Titel stammt von Hitomi Konno und heißt Must be something. Als Abspanntitel verwendete man ebenfalls vier verschiedene Titel, welche alle von Kei Ogura stammen. Das erste Titel trägt den Namen Hikari no Hashi o koete (光の橋を越えて), der zweite Tabidachi no Jokyoku (旅立ちの序曲), der dritte Kansō no Uta (歓送の歌) und der vierte Uchū no Kakehashi (宇宙の掛け橋).
Für die Serie von 2018 stammt der Soundtrack von Shin Hashimoto und Yasuhisa Inoue. Der Vorspanntitel Binary Star wurde von Hiroyuki Sawano komponiert, Benjamin & mpi getextet und von SawanoHiroyuki[nZk]:Uru gesungen. Der Abspanntitel Wish wurde von Wataru Maeguchi komponiert, Satomi komponiert und Elisa gesungen.

### Musical
Die Takarazuka Revue adaptierte die Geschichte 2012 erstmals als Musical. Die Hauptrollen spielten unter anderem Kaname Ōki und Misaki Rion.

### Computerspiel
Im Jahre 2008 wurde auch ein Computerspiel veröffentlicht.

## Rezeption
1988 wurde der Roman mit dem Seiun-Preis in der Kategorie Bester Roman des Jahres ausgezeichnet. In der Anime Encyclopedia wird die Romanreihe als Opus magnum Yoshiki Tanakas beschrieben, deutlich überlegen seinen anderen Büchern wie Appleland Stories und Heroic Legends of Arslan. Das „tragische Epos“ zeige das Schicksal zweier Helden, die beste Freunde sein könnten, stünden sie sich nicht im Krieg gegenüber. Beide Seiten würden gleich einfühlsam mit ihren Stärken und Schwächen dargestellt. An der Animeserie wird die „brillante“ Ausführung der Animation gelobt, die im Stile eines Katastrophenfilms umgesetzt sei und mit denkbar wenigen technischen Spielereien auskomme, ebenso das „meisterhaft geschriebene Drehbuch“. Die komplexe Handlung lasse Dune im Vergleich wie The Cat in the Hat erscheinen.